# Liberia en los Juegos Olímpicos de Pekín 2008
Liberia estuvo representada en los Juegos Olímpicos de Pekín 2008 por tres deportistas, dos hombres y una mujer, que compitieron en atletismo.
El portador de la bandera en la ceremonia de apertura fue el atleta Jangy Addy. El equipo olímpico liberiano no obtuvo ninguna medalla en estos Juegos.